# Фалкон-Гайтс (Техас)
Фалкон-Гайтс (англ. Falcon Heights) — переписна місцевість (CDP) в США, в окрузі Старр штату Техас. Населення — 18 осіб (2020).

## Географія
Фалкон-Гайтс розташований за координатами 26°33′37″ пн. ш. 99°7′21″ зх. д. / 26.56028° пн. ш. 99.12250° зх. д. (26.560372, -99.122493).  За даними Бюро перепису населення США в 2010 році переписна місцевість мала площу 0,17 км², уся площа — суходіл.

## Демографія
Згідно з переписом 2010 року, у переписній місцевості мешкали 53 особи в 20 домогосподарствах у складі 16 родин. Густота населення становила 312 осіб/км².  Було 40 помешкань (236/км²).
Расовий склад населення:
| - 92,5 % — білих - 7,5 % — осіб інших рас |

До двох чи більше рас належало 0,0 %. Частка іспаномовних становила 94,3 % від усіх жителів.
За віковим діапазоном населення розподілялося таким чином: 20,8 % — особи молодші 18 років, 50,9 % — особи у віці 18—64 років, 28,3 % — особи у віці 65 років та старші. Медіана віку мешканця становила 46,5 року. На 100 осіб жіночої статі у переписній місцевості припадало 89,3 чоловіків;  на 100 жінок у віці від 18 років та старших — 90,9 чоловіків також старших 18 років.
Цивільне працевлаштоване населення становило 30 осіб. Основні галузі зайнятості: освіта, охорона здоров'я та соціальна допомога — 100,0 %.